# Nova Huta, Malîn
Nova Huta (în ucraineană Нова Гута) este un sat în comuna Morozivka din raionul Malîn, regiunea Jîtomîr, Ucraina.

## Demografie
Componența lingvistică a localității Nova Huta
     Ucraineană (97,78%)
     Rusă (2,22%)
Conform recensământului din 2001, majoritatea populației localității Nova Huta era vorbitoare de ucraineană (97,78%), existând în minoritate și vorbitori de rusă (2,22%).